# Horst (Lauenburg)
Horst je vesnice v zemském okresu Vévodství lauenburské v německé spolkové zemi Šlesvicko-Holštýnsko. Při archeologických vykopávkách byly nedaleko vesnice nalezeny slovanské relikvie ze sedmého století. První písemná zmínka o vesnici Horst pochází z roku 1128. Od roku 1998 zde fungovalo divadlo Theater im Stall. Počínaje rokem 2006 je vesnice ve správě kolektivu obcí Lauenburgische Seen.